# 9638 Fuchs
9638 Fuchs eller 1994 PO7 är en asteroid i huvudbältet som upptäcktes den 10 augusti 1994 av den belgiske astronomen Eric W. Elst vid La Silla-observatoriet. Den är uppkallad efter den tyske botanikern Leonhart Fuchs.